# Cryogenic Laser Interferometer Observatory
Pour les articles homonymes, voir CLIO.
Cryogenic Laser Interferometer Observatory plus souvent désigné par son acronyme CLIO est un prototype d'observatoire d'ondes gravitationnelles japonais développé par l'Université de Tokyo pour mettre au point le dispositif de refroidissement cryogénique qui sera utilisé par la suite par l'observatoire KAGRA. 

## Contexte
Les chercheurs de l'Université de Tokyo construisent dès le début des années 1990 un prototype d'interféromètre pour tenter de détecter les ondes gravitationnelles : TAMA 300, doté de deux bras de 300 mètres, commence à fonctionner en 1998. À cette époque il s'agit de l'instrument le plus sensible pour la détection de ces ondes. Mais la dimension de TAMA 300 se révèle insuffisante pour mesurer les faibles perturbations de l'espace temps générées par les ondes gravitationnelles. Par ailleurs son implantation à Tokyo, source de perturbations, limite sa précision. Durant la décennie 1990 l'Europe et les États-Unis décident chacun de financer la réalisation d'un observatoire d'ondes gravitationnelles - respectivement Interféromètre Virgo et  Interféromètre LIGO - dont les bras atteignent une longueur de 3 (Virgo) et 4 kilomètres. La recherche japonaise est à la même époque en crise du fait de réductions budgétaires. En 2001 un couteux accident touchant le détecteur de neutrinos japonais Super-Kamiokande alimente les réticences des responsables japonais  à financer un projet scientifique couteux. Toutefois les chercheurs japonais décident de poursuivre leurs travaux en réalisant un deuxième prototype CLIO (Cryogenic Laser Interferometer Observatory) destiné à tester un dispositif de refroidissement cryogénique des miroirs qui doit améliorer la précision des mesures et qui constitue une des caractéristiques retenues pour le futur observatoire en attente de financement LGCT (Large-scale CryogenicGravitational wave Telescope) (celui-ci sera renommé par la suite KAGRA). La construction de CLIO débute en 2002 et il devient opérationnel en 2006.

## Caractéristiques techniques
CLIO est doté de bras de 100 mètres. Ses miroirs sont refroidis par cryogénie. Le refroidissement nécessite des mécanismes générateurs de vibrations qui viennent perturber les mesures et il faudra presque deux décennies pour mettre au point ce dispositif. CLIO tout comme l'observatoire KAGRA dont le développement sera finalement lancé en 2012 est installé dans  des galeries de la mine de Mozumi  située près de la ville de Hida dans la préfecture de Gifu au centre du Japon. Ce nouvel environnement bénéficie d'un bruit sismique divisé par 100 par rapport au site de Tokyo et la température y est stable à longueur d'année à 1° degré près.  

### Document de référence
- (en) T. Uchiyama, « Cryogenic systems of the Cryogenic Laser Interferometer Observatory », Journal of Physics: Conference Series, vol. 32, no 1,‎ 2006, p. 259–264 (DOI 10.1088/1742-6596/32/1/038, Bibcode 2006JPhCS..32..259U)
- (en) K. Yamamoto, « Current status of the CLIO project », Journal of Physics: Conference Series, vol. 122, no 1,‎ 2008, p. 012002 (DOI 10.1088/1742-6596/122/1/012002, Bibcode 2008JPhCS.122a2002Y, arXiv 0805.2384)